# WBP1
WBP1‏ (WW domain binding protein 1) هوَ بروتين يُشَفر بواسطة جين WBP1 في الإنسان.